# Георги Димовски-Цолев
Георги Димовски-Цолев (на македонска литературна норма: Ѓорги Димовски-Цолев) е журналист, педагог и историк от Северна Македония.

## Биография
Роден е в 1929 година в град Битоля, тогава в Кралството на сърби, хървати и словенци. Основно и средно образование завършва в родния си град, а след това завършва история във Философския факултет на Скопския университет. Работи като учител по история в Гимназията „Йосип Броз Тито“ в Битоля и в Педаготичедската академия.
Димовски-Цолев проучва миналото на Битоля и Битолско. Автор е над 100 труда, публикувани в сборници, научни списания и монографиии. Член е на Дружеството за наука и изкуство - Битоля от 1963 година.
Носител е на наградата „4-ти ноември“ за научна дейност, на републиканската награда „Свети Климент Охридски“ (съносител), и на „4-ти ноември“ за цялостно творчество (2007).